# Prospanipalpus peruvianus
Prospanipalpus peruvianus là một loài ruồi trong họ Tachinidae.